# La Bouille
La Bouille é uma comuna francesa na região administrativa da Normandia, no departamento de Sena Marítimo. Estende-se por uma área de 1,27 km². Em 2010 a comuna tinha 748 habitantes (densidade: 589 hab./km²).